# Burgess-Dunne AH-7

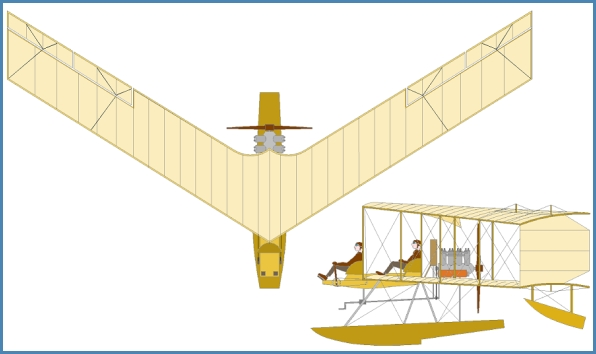
Burgess Dunne AH-10

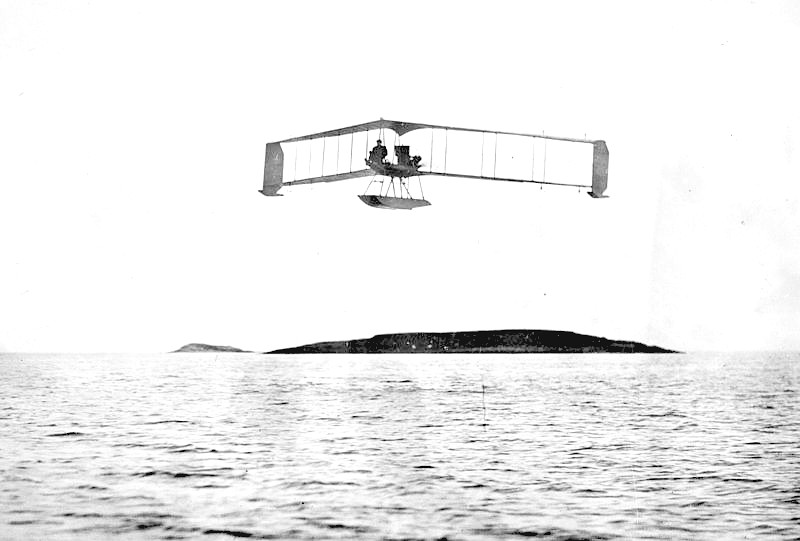
AH-7

Die Burgess-Dunne AH-7 war ein als Schwimmerflugzeug modifizierter amerikanischer Lizenzbau des Landflugzeugs Dunne D.8. Es wurden von der Burgess Company in Marblehead (Massachusetts) 1914 lediglich zwei Flugzeuge hergestellt: ein Einsitzer AH-7 und ein Doppelsitzer AH-10, die für die US Navy vorgesehen waren. Die zweite Maschine wurde jedoch an das Canadian Aviation Corps verkauft.
Die Bezeichnungen AH-7 und AH-10 entsprachen dem bei der US Navy bis 1920 verwendeten System, bei dem die Aufgabenkennung „AH“ für Schwimmerflugzeuge und die nachfolgende Zahl für die Dienst-Seriennummer stand. Die AH-7 war also das siebte Schwimmerflugzeug, das die US Navy beschafft hatte.

## Geschichte
Der Engländer John William Dunne hatte bereits seit 1907 mit Flugzeugen mit gepfeilten Tragflächen und Druckpropeller experimentiert. Da das Flugzeug kein Heckleitwerk besaß, kann es von der konstruktiven Auslegung her als Nurflügler angesehen werden. Die Tragflächen besaßen eine Pfeilung von 30 Grad. Nach ersten kurzen Flügen konnte erst die Dunne D.5 von 1910 überzeugen. Mit der Dunne D.8 kam schließlich 1912 eine exzellent zu fliegende Maschine heraus.
Der amerikanische Industrielle William Starling Burgess erwarb schließlich eine Lizenz für die Dunne D.8. Zusammen verkauften sie zwei Exemplare dieses Baumusters an die US-Navy, von denen eines die doppelsitzige Variante darstellte, die bei der Marine die Bezeichnung AH-10 erhielt.
Inzwischen war der Erste Weltkrieg ausgebrochen. Die Canadian Aviation Corps suchten dringend ein Flugzeug und so wurde die doppelsitzige Burgess-Dunne AH-10 für 5.000 US-Dollar bei den Amerikanern gekauft. Das Flugzeug wurde per Eisenbahn zur Insel La Motte in Vermont überführt. Am 21. September 1914 wurde sie vom Burgess-Piloten Clifford Webster und dem kanadischen Captain Ernest Lloyd Janney als Passagier in Richtung Québec geflogen. Motorstörungen zwangen zu einer einwöchigen Unterbrechung in Deschaillons-sur-Saint-Laurent, bis die Ersatzteile eintrafen.
Am 29. September kam man endlich in Quebec City an und die Maschine wurde auf die Athenia verladen. Am 30. September wurden kanadische Truppen auf der Athenia eingeschifft, um nach England gebracht zu werden. Die Maschine wurde während des Transports stark beschädigt, sodass sie nicht mehr flugfähig gemacht werden konnte.
Die Flugzeugteile lagerten schließlich in Salisbury Plain zusammen mit einem Haufen Schrott. Das Canadian Aviation Corps verließ 1915 den englischen Standort und das Flugzeugwrack wurde dort belassen.
Das Burgess-Dunne-Wasserflugzeug war das erste kanadische Militärflugzeug. Vorher gab es zwar Tests mit der AEA Silver Dart von 1909, die aber nicht gekauft wurde.

## Museumsmaschine
Es existiert eine Replikamaschine, die von Barry MacKeracher gebaut wurde. Sie steht heute im 8th Wing R.C.A.F. Municipal Museum in Astra (Ortsteil vom Quinte West, Ontario).

## Technische Daten
| Kenngröße             | Daten                                        |
| --------------------- | -------------------------------------------- |
| Besatzung             | 2                                            |
| Länge                 | 7,32 m                                       |
| Spannweite            | 14,17 m                                      |
| Höhe                  | 3,35 m                                       |
| Flügelfläche          | 44,7 m²                                      |
| Flügelstreckung       | 4,5                                          |
| Startmasse            | 975 kg                                       |
| Antrieb               | ein Curtiss OX-8-Zylinder mit 100 PS (74 kW) |
| Höchstgeschwindigkeit | 121 km/h                                     |